# Pulserande blå subdvärg
Pulserande blå subdvärg är en grupp förmörkelsevariabler med spektraltyp VI enligt Yerkes stjärnklassificering (MKK). Variabeltypen indelas i tre underkategorier, V361 Hydrae-variabler (sdBVr) som varierar med en period av 90 - 600 sekunder, V1093 Herculis-variabler (sdBs) som varierar med 45 - 180 minuter och en amplitud på högst 0,1 procent och DW Lyncis-variabler (sdBVrs) som är en hybrid av dessa båda andra typer.